# Fien Delbaere
Fien Delbaere, née le 21 avril 1996 à Gand, est une coureuse cycliste et directrice sportive belge.

## Biographie
En 2013, Fien Delbaere se classe troisième  du championnat de Belgique sur route juniors (moins de 23 ans). Elle passe ensuite professionnelle et obtient son meilleur résultat en 2018, en terminant deuxième de la Flanders Ladies Classic, une course de la Lotto Cycling Cup, derrière la Française Séverine Eraud.
Delbaere est titulaire d'un master en gestion et politique des soins de santé de l'Université de Gand. En plus de sa carrière cycliste, elle travaille chez Cycling Vlaanderen, une ue association sportive belge chargée de l'organisation et de la promotion du cyclisme en Flandre. Elle y travaille en tant qu'employée technique sportive jusqu'en 2022, après quoi elle reprend le poste de Jolien D'Hoore en tant que responsable de projet chargé de promouvoir le cyclisme féminin.
Au cours de sa carrière, Delbaere est souvent victime de chutes graves. Début 2016, elle tombe la face contre terre lors d'un camp d'entraînement en Espagne. Fin 2020, elle fait une grave chute lors de Gand-Wevelgem, se fracturant le sacrum et le coccyx. En 2022, elle subit une autre chute grave, cette fois lors de Dwars door de Westhoek, qui lui cause une grave commotion cérébrale et un coup du lapin.
Le 1er avril 2024, lors de la Ronde de Mouscron, elle chute à nouveau et se casse la cheville. Il s'agit de sa dernière course professionnelle, car elle décide de mettre fin à sa carrière cycliste en juin. Le même mois, elle annonce qu'elle commence à travailler comme directice sportive chez AG Insurance-Soudal.

## Palmarès

### Par années
- 2013
  - 3e du championnat de Belgique sur route juniors
- 2018
  - 2e de la Flanders Ladies Classic

### Résultats sur les grands tours

#### Tour de France
1 participation
- 2023 : abandon (2e étape)

### Classements mondiaux
| Année                                 | 2018 | 2019 | 2020 | 2021 | 2022 | 2023  |
| ------------------------------------- | ---- | ---- | ---- | ---- | ---- | ----- |
| Classement UCI                        | 285e | 991e | 648e | 955e | 731e | 1224e |
|                                       |      |      |      |      |      |       |
| Légende : nc = non classéSource : UCI |      |      |      |      |      |       |